# Shane Lewis (Rennfahrer)

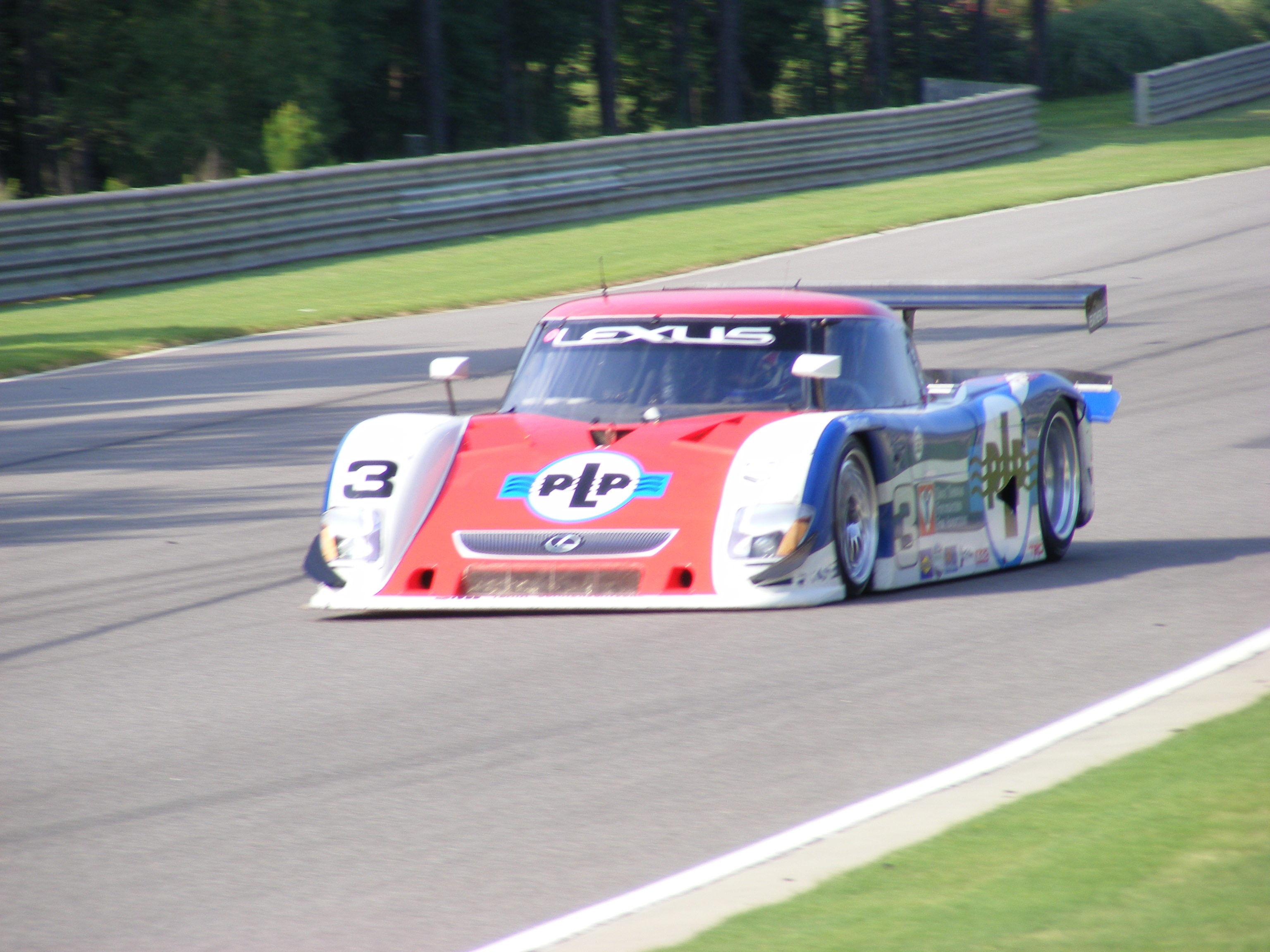
Der Riley MkXI von Guy Cosmo und Shane Lewis beim Porsche 250 der Grand-Am-Serie 2007

Shane Lewis (* 8. August 1967 in Lancaster) ist ein US-amerikanischer Automobilrennfahrer.

## Karriere
Die Motorsportkarriere von Shane Lewis begann 1989 mit Einsätzen in US-amerikanischen Formel-Ford-Meisterschaften. Am Ende des Jahres siegte er bei der 20. Ausgabe des Formel-Ford-Festivals. Bekannt wurde Lewis aber nicht als Monopostopilot, sondern als Sportwagen- und GT-Fahrer.
Ab der 1991 ging er regelmäßig bei Rennen der SCCA- und IMSA-Rennserien an den Start. 1995 siegte er bei den IMSA-Supercar-Rennen von Mid-Ohio und Phoenix.
Die Gesamtwertung der SCCA-World-Challenge 1996 beendete er hinter Almo Coppelli als Zweiter und 1998 wurde er in der GT1-Klasse der United States Road Racing Championship hinter Thierry Boutsen und Andy Wallace Dritter. Ab 1999 war die American Le Mans Series sein bevorzugtes Betätigungsfeld, teilweise parallel mit Engagements in der Grand-Am Sports Car Series. Nachdem er 2010 Gesamtzweiter in der GTC-Klasse der American Le Mans Serie wurde wechselte er nach Meldungen bei vielen unterschiedlichen Rennen 2014 in die neue gegründete United SportsCar Championship, wo er heute noch aktiv ist.
Lewis ging auch in Europa an den Start. Dreimal bestritt er das 24-Stunden-Rennen von Le Mans und zweimal das 24-Stunden-Rennen auf dem Nürburgring.

## Statistik

### Le-Mans-Ergebnisse
| Jahr | Team                   | Fahrzeug              | Teamkollege      | Teamkollege     | Platzierung | Ausfallgrund |
| ---- | ---------------------- | --------------------- | ---------------- | --------------- | ----------- | ------------ |
| 1999 | Riley & Scott Europe   | Riley & Scott Mk III  | Marco Apicella   | Carl Rosenblad  | Ausfall     | Motorschaden |
| 2000 | Michael Colucci Racing | Porsche 911 GT3-R     | Cort Wagner      | Bob Mazzuoccola | Ausfall     | Unfall       |
| 2003 | Risi Competizione      | Ferrari 360 Modena GT | Butch Leitzinger | Johnny Mowlem   | Ausfall     | Motorschaden |

### Sebring-Ergebnisse
| Jahr | Team                | Fahrzeug              | Teamkollege     | Teamkollege       | Teamkollege     | Platzierung | Ausfallgrund     |
| ---- | ------------------- | --------------------- | --------------- | ----------------- | --------------- | ----------- | ---------------- |
| 1997 | Rice Racing         | Pontiac Grand Prix    | Vic Rice        | Ray Kong          | Kent Stacy      | Rang 37     |                  |
| 1998 | Mosler Automotive   | Mosler Raptor         | Vic Rice        | Tom Reese         |                 | Rang 19     |                  |
| 2000 | MCR Aspen Knolls    | Porsche 911 GT3-R     | Cort Wagner     | Bob Mazzuoccola   |                 | Ausfall     | Kraftübertragung |
| 2001 | MCR Aspen Knolls    | Callaway C12-R        | Vice Rice       | Bob Mazzuoccola   |                 | Ausfall     | Aufhängung       |
| 2002 | American Viperacing | Dodge Viper GTS-R     | Norman Goldrich | Rick Fairbanks    |                 | Rang 18     |                  |
| 2003 | ACEMCO Motorsports  | Ferrari 360 Modena GT | B. J. Zacharias | Andrew Davis      |                 | Ausfall     | Getriebeschaden  |
| 2010 | Velox Motorsports   | Porsche 997 GT3 Cup   | Jerry Vento     | Lawson Aschenbach |                 | Rang 23     |                  |
| 2014 | Turner Motorsport   | BMW Z4 GT3            | Paul Dalla Lana | Dane Cameron      | Markus Palttala | Rang 32     |                  |